# Casba degli Oudaïa

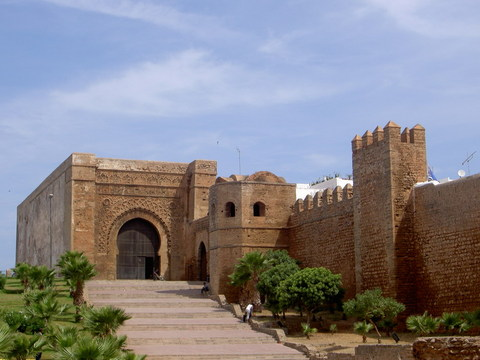
Entrata della qaṣba al-Wudāyya

La casba degli Oudaïa (francesizzazione dell'espressione che suona in arabo قصبة الوداية‎?, Qaṣba al-Awdāyya o Qaṣba al-Wudāyya) è un quartiere fortificato di Rabat, posto su uno sperone roccioso. Fu edificata dagli Almoravidi per combattere le attività dei berberi Barghawāṭa.
Si entra all'interno della caṣba attraverso la Bāb al-Wudāyya, porta monumentale di architettura almohade.
Entrati all'interno della casba si può percorrere la strada che conduce alla Jāmiʿ al-ʿAtīq (lett. "Moschea antica"), situata in una posizione panoramica. Salendo sulla vicina cinta muraria, si può godere di una vista sull'oceano Atlantico e sulla vicina città di Salé.

## Galleria d'immagini

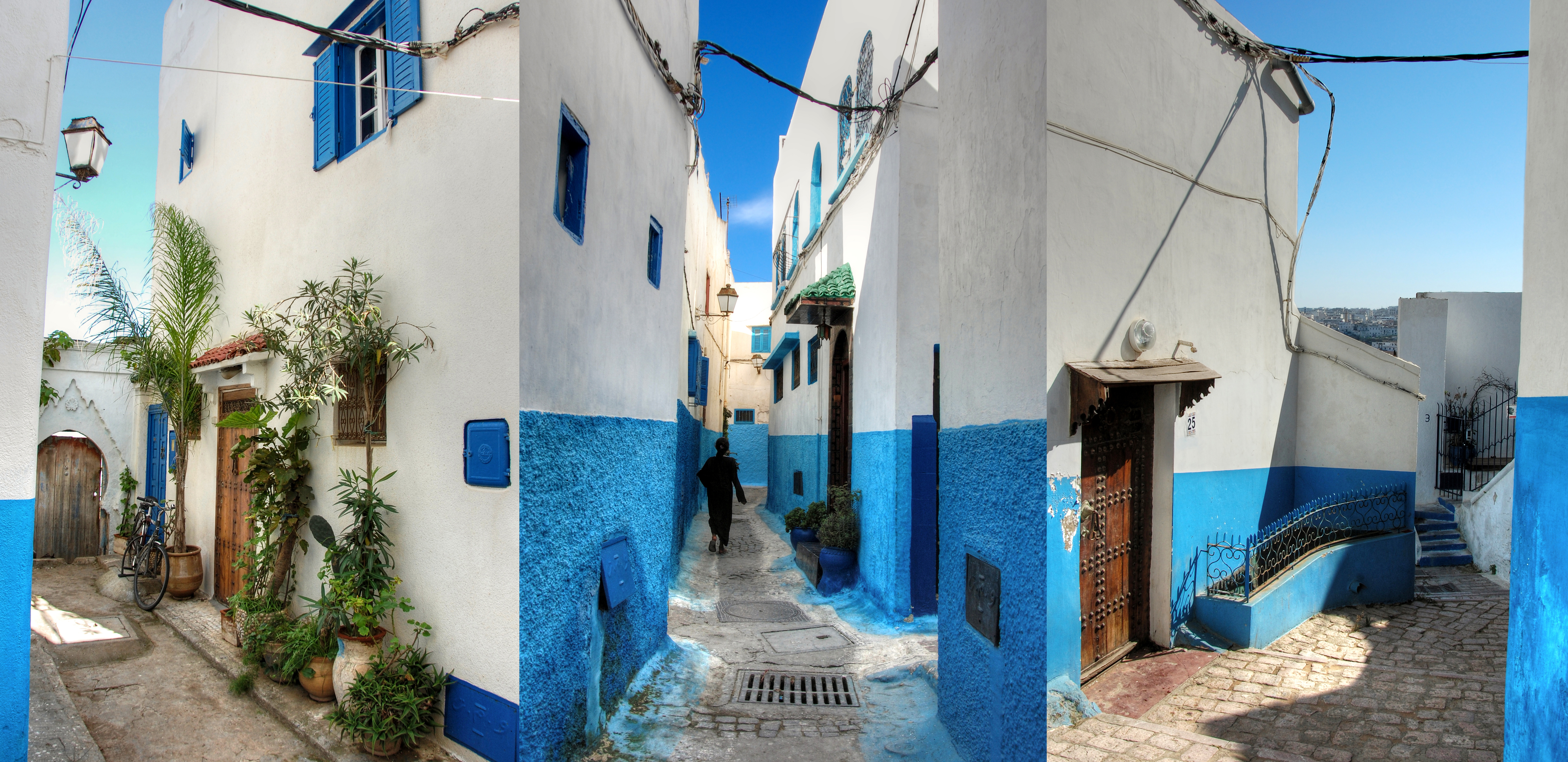
Dentro la casba
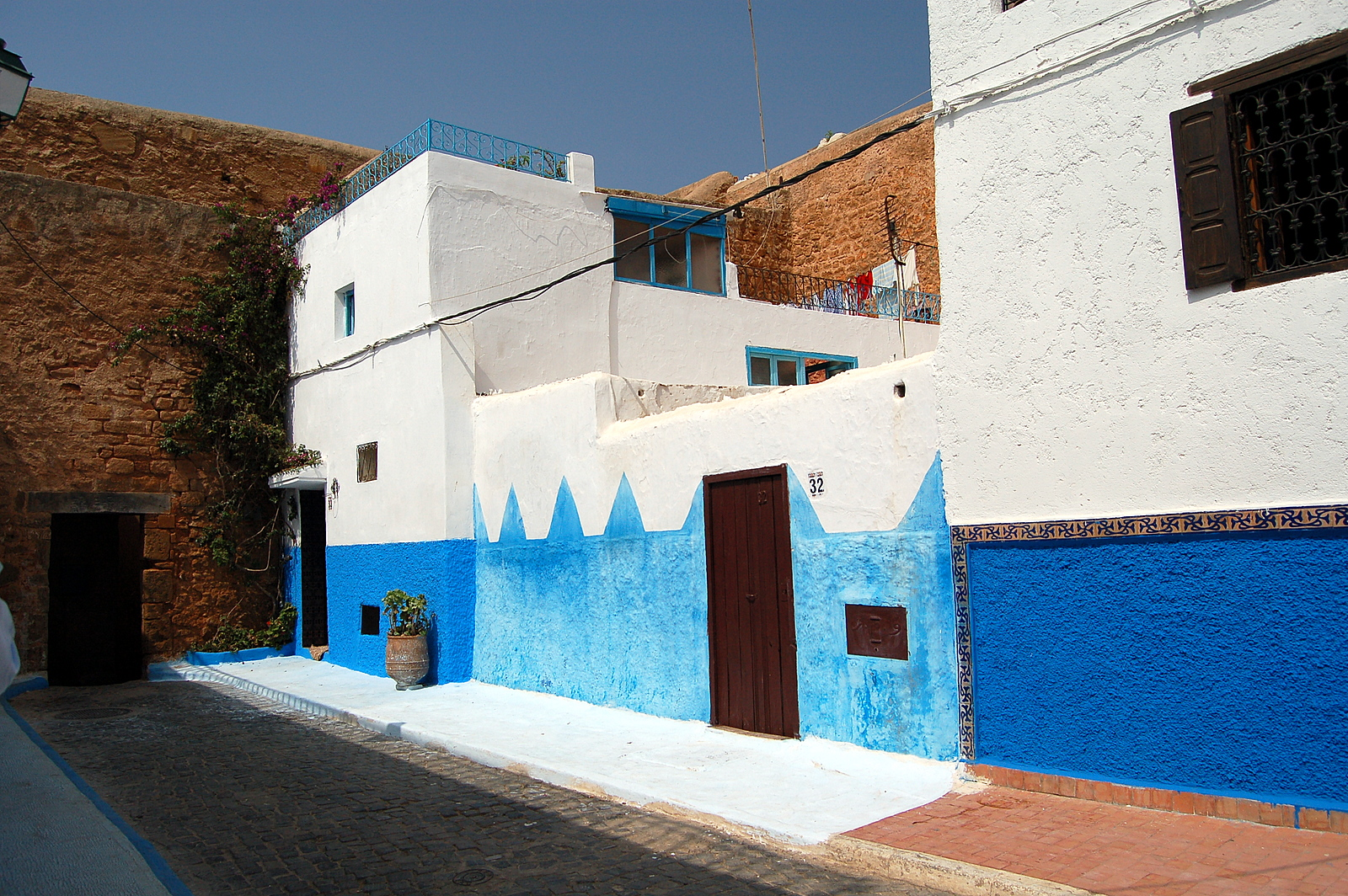
Dentro la casba
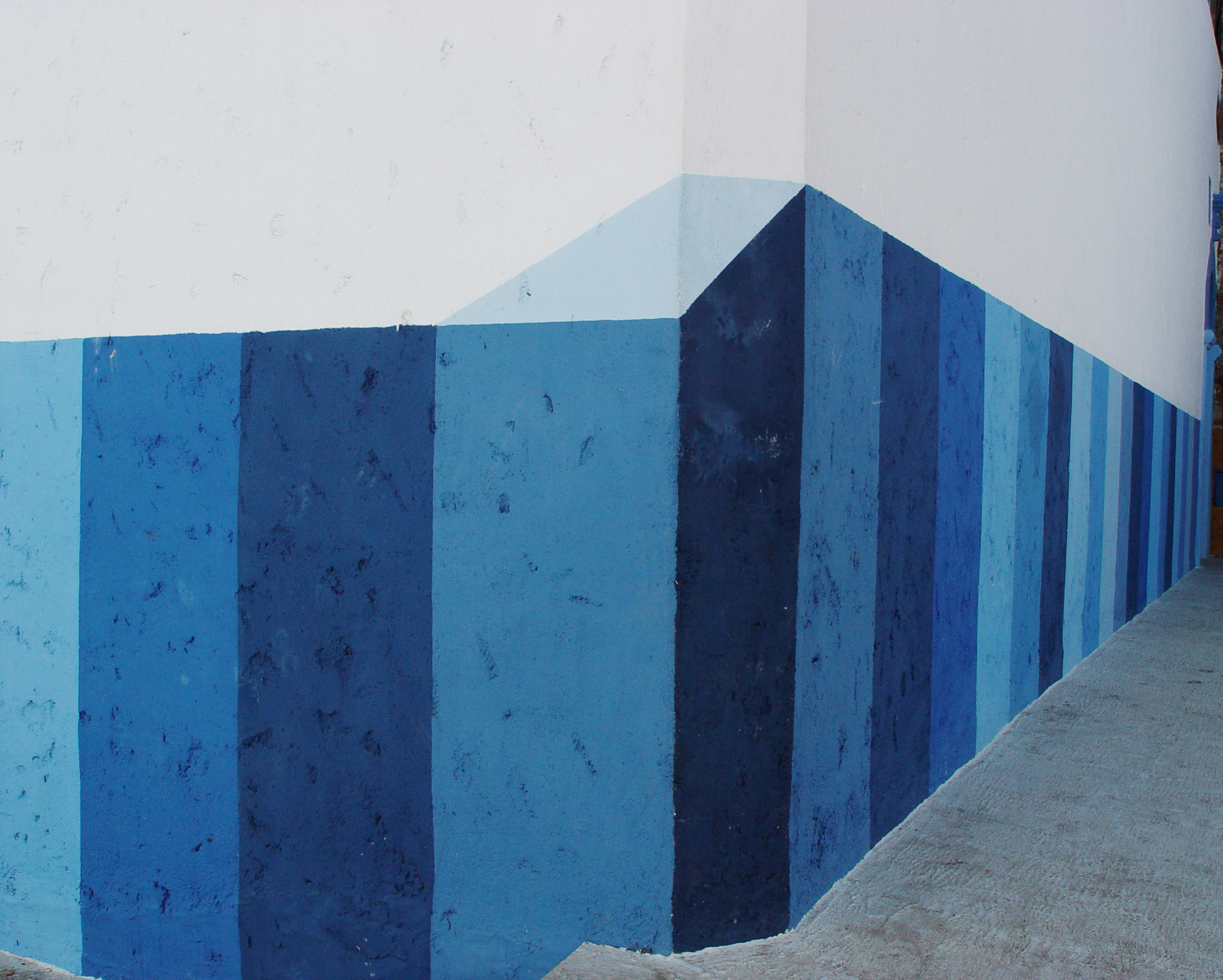
Illusione ottica
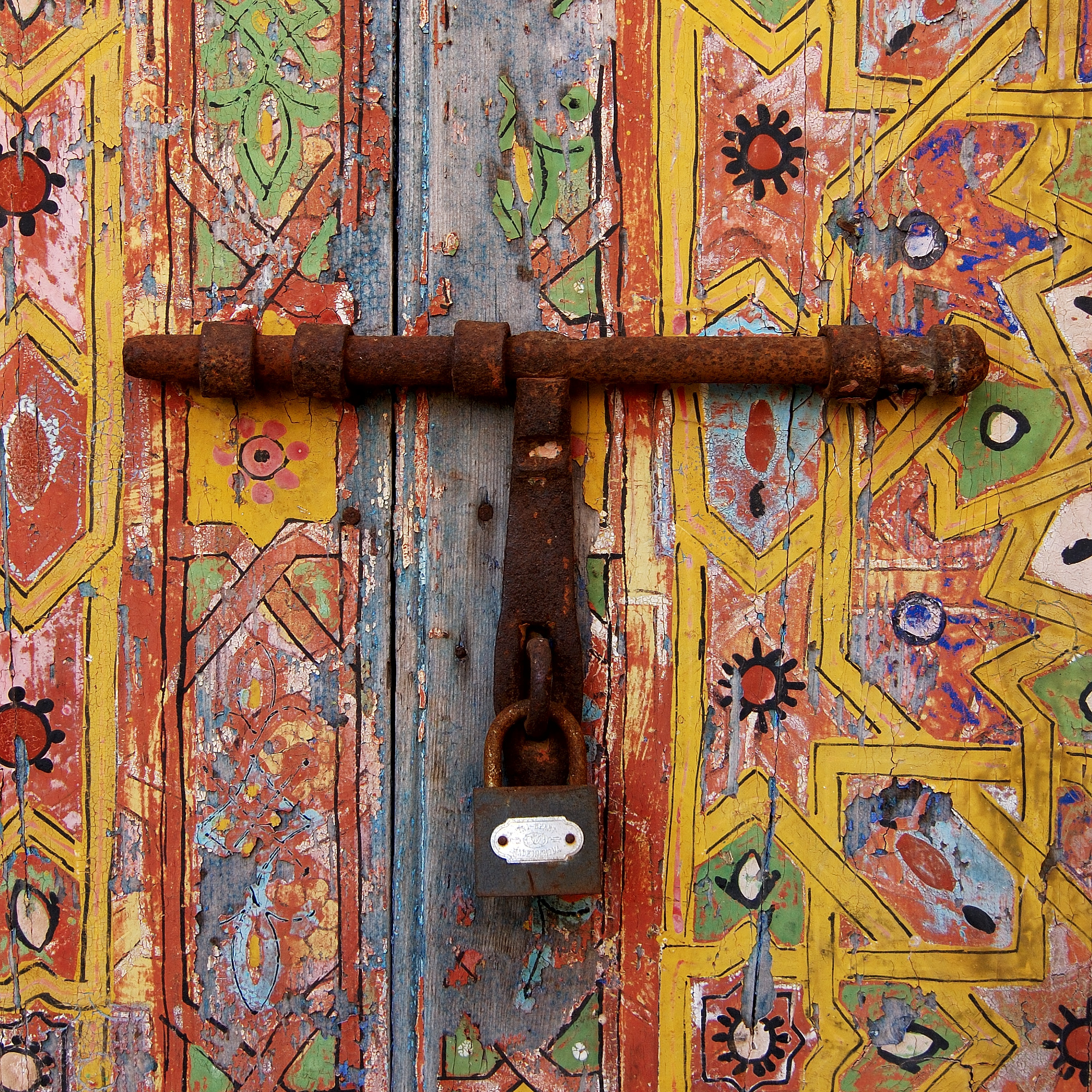
Catenaccio di una porta
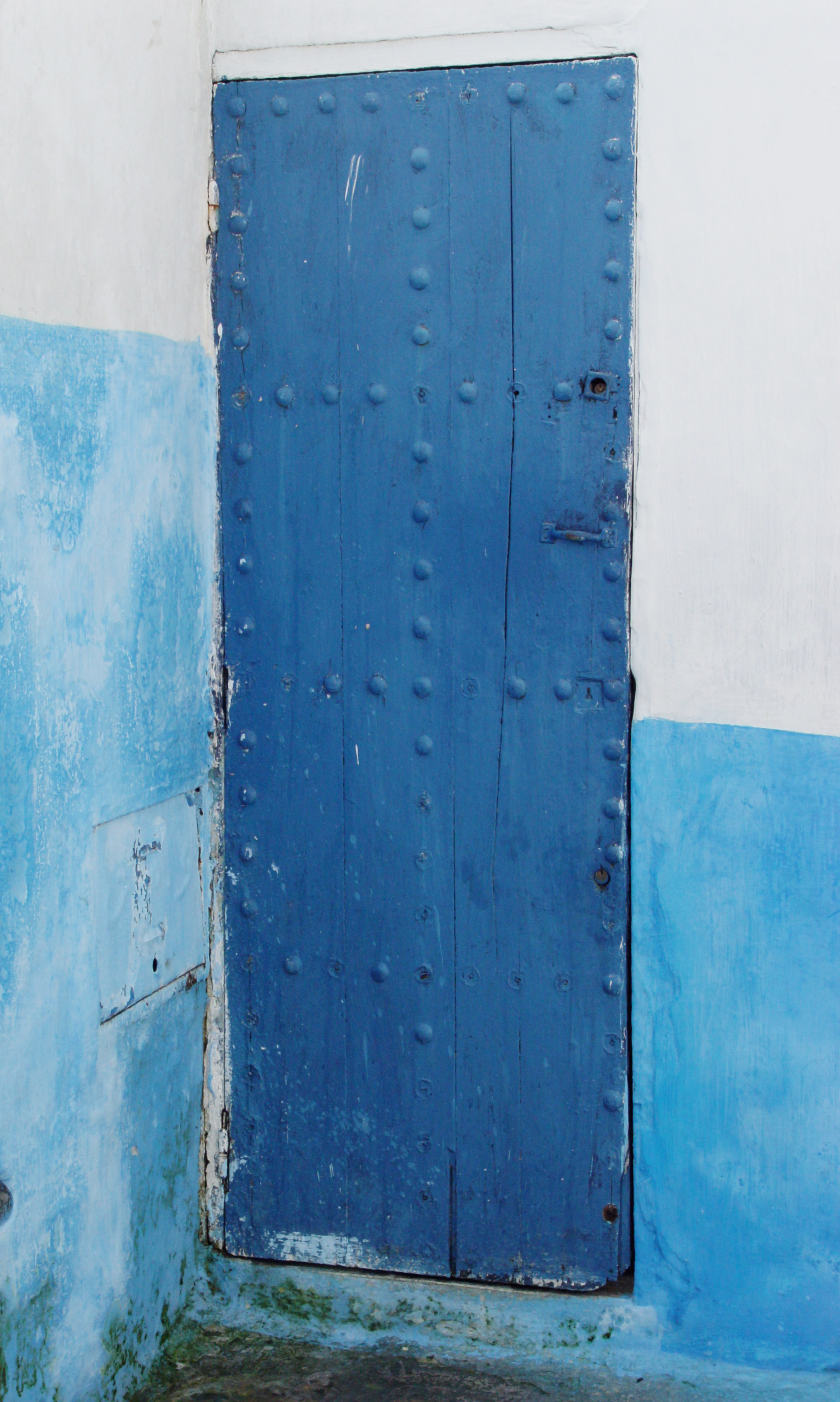
Una porta blu
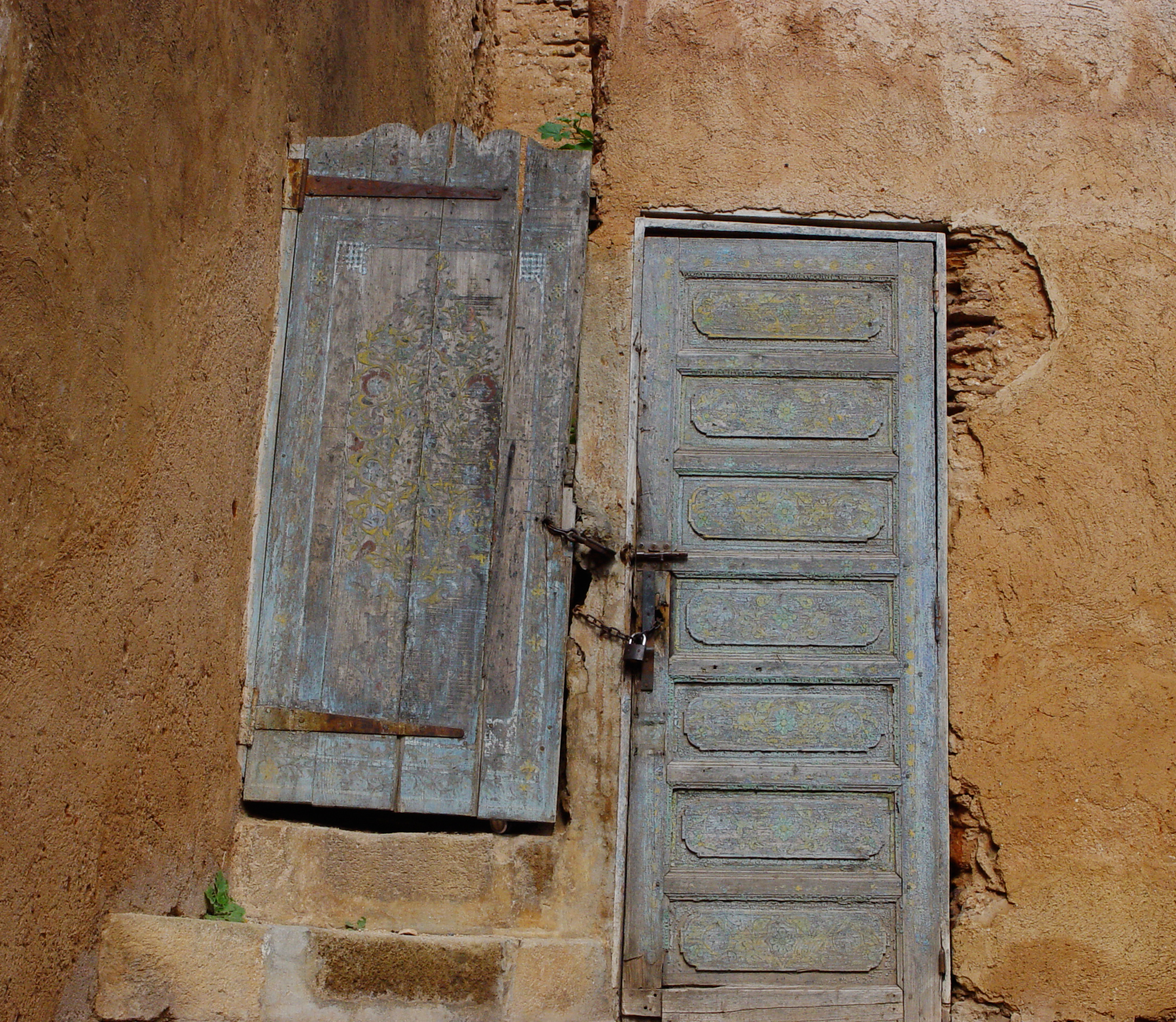
Porta
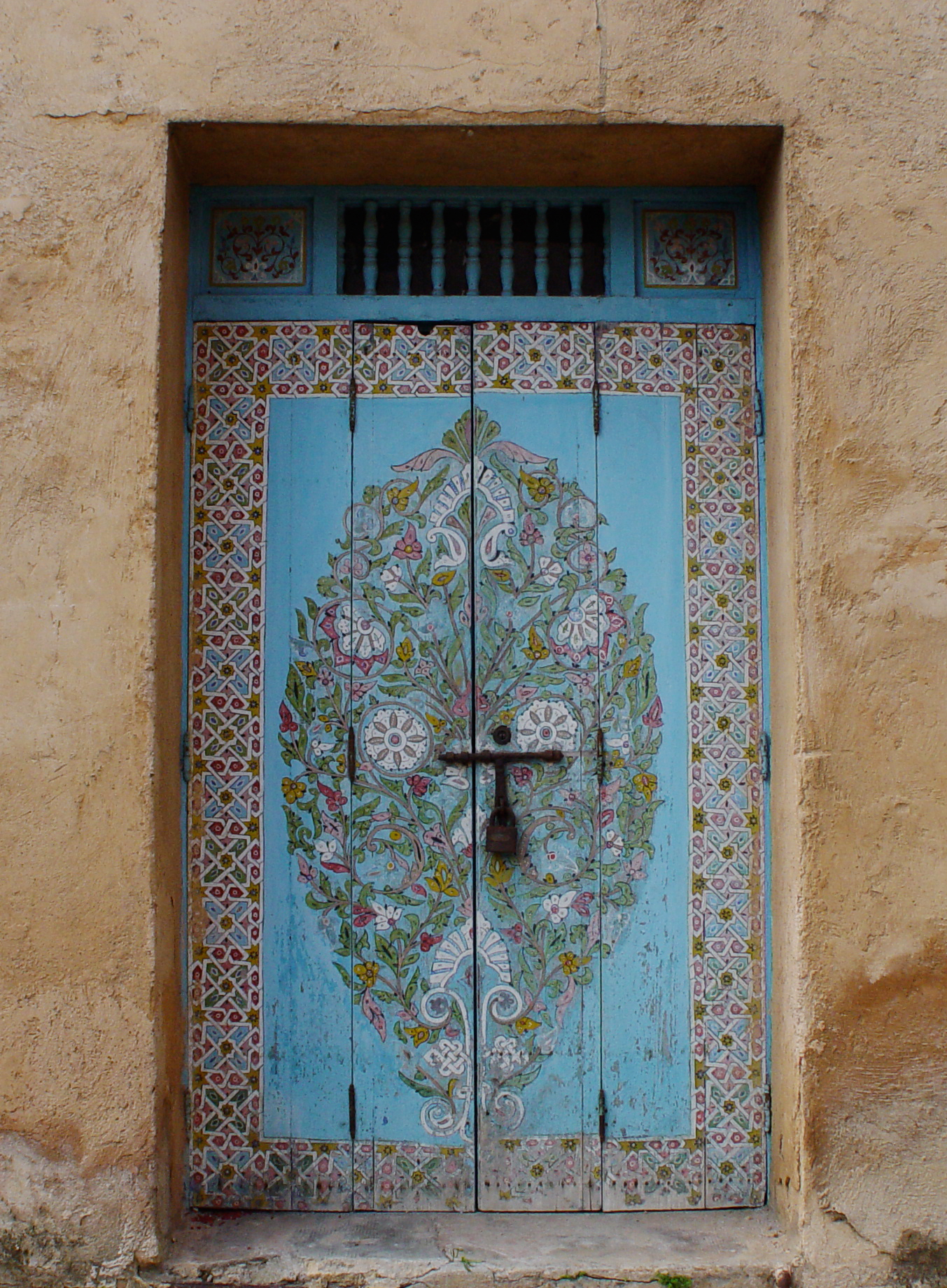
Porta
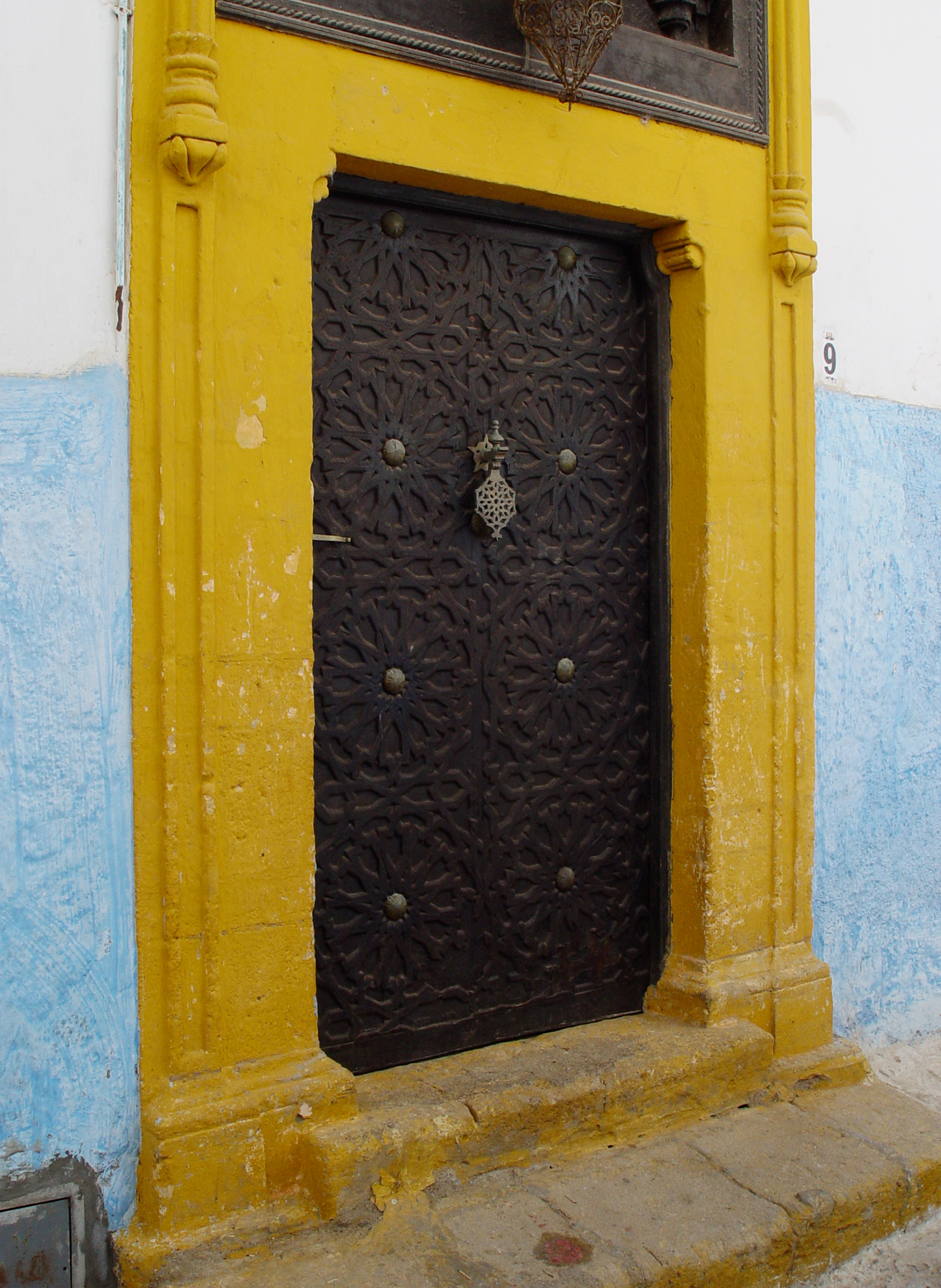
Porta
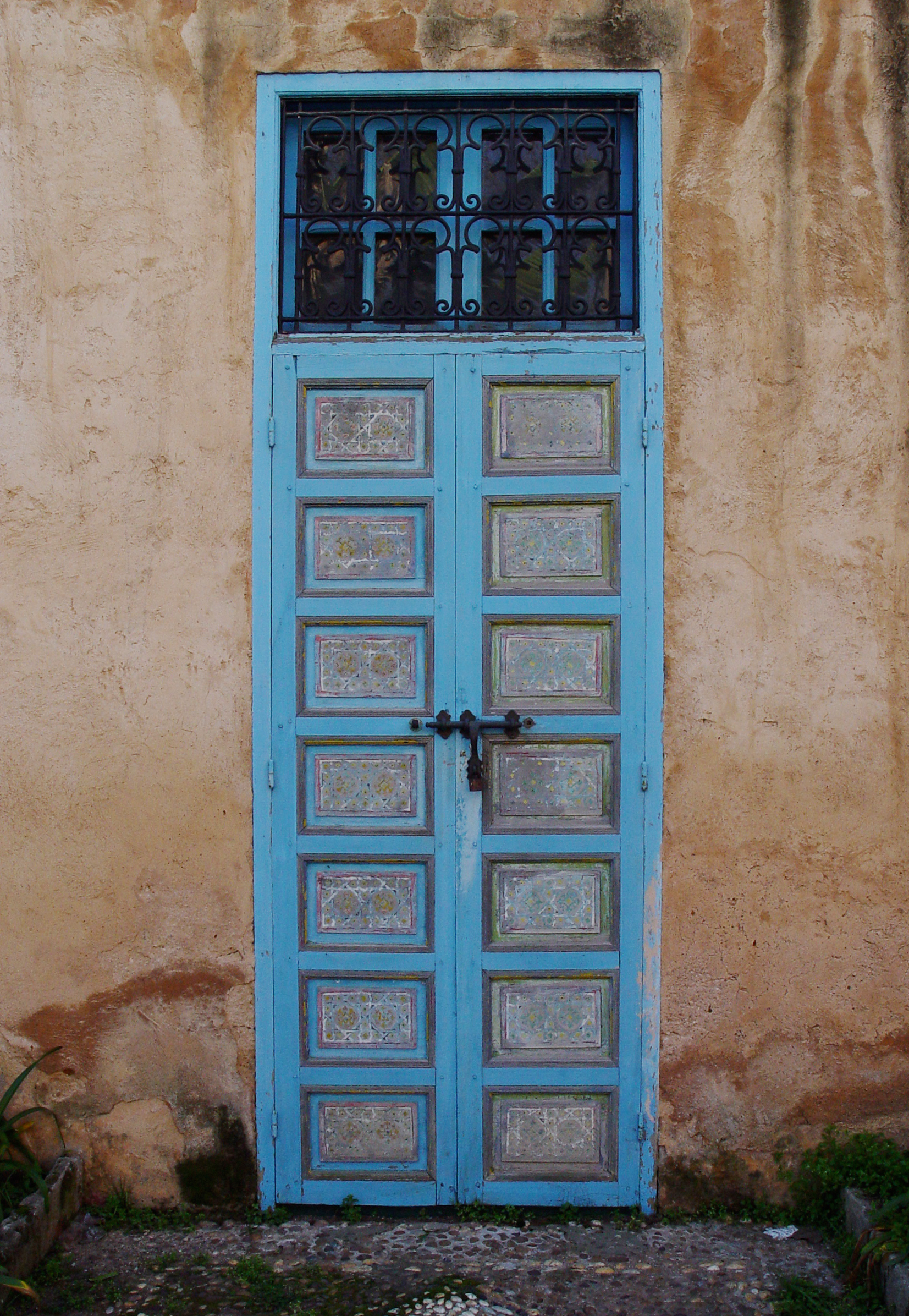
Porta
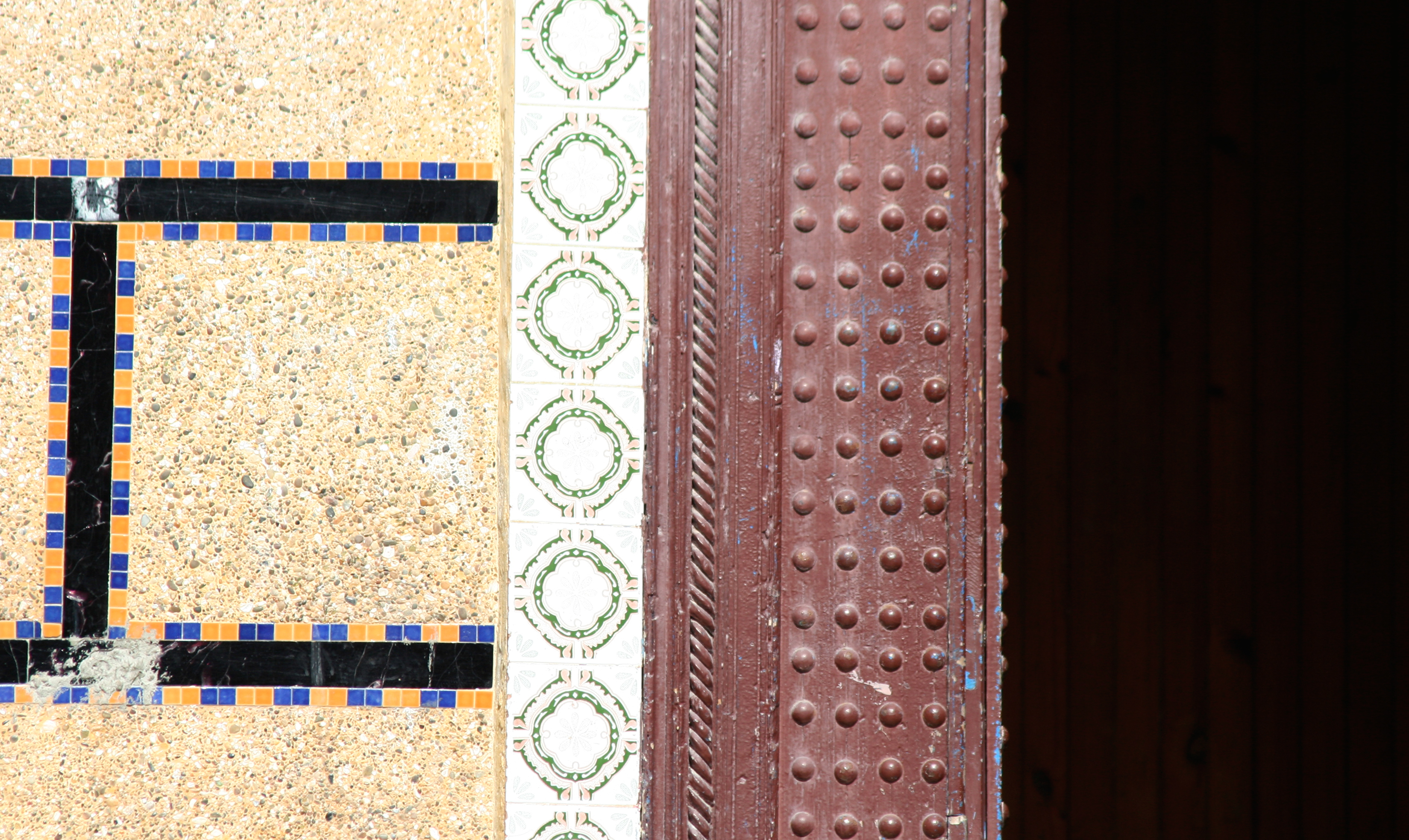
Cornice di una porta
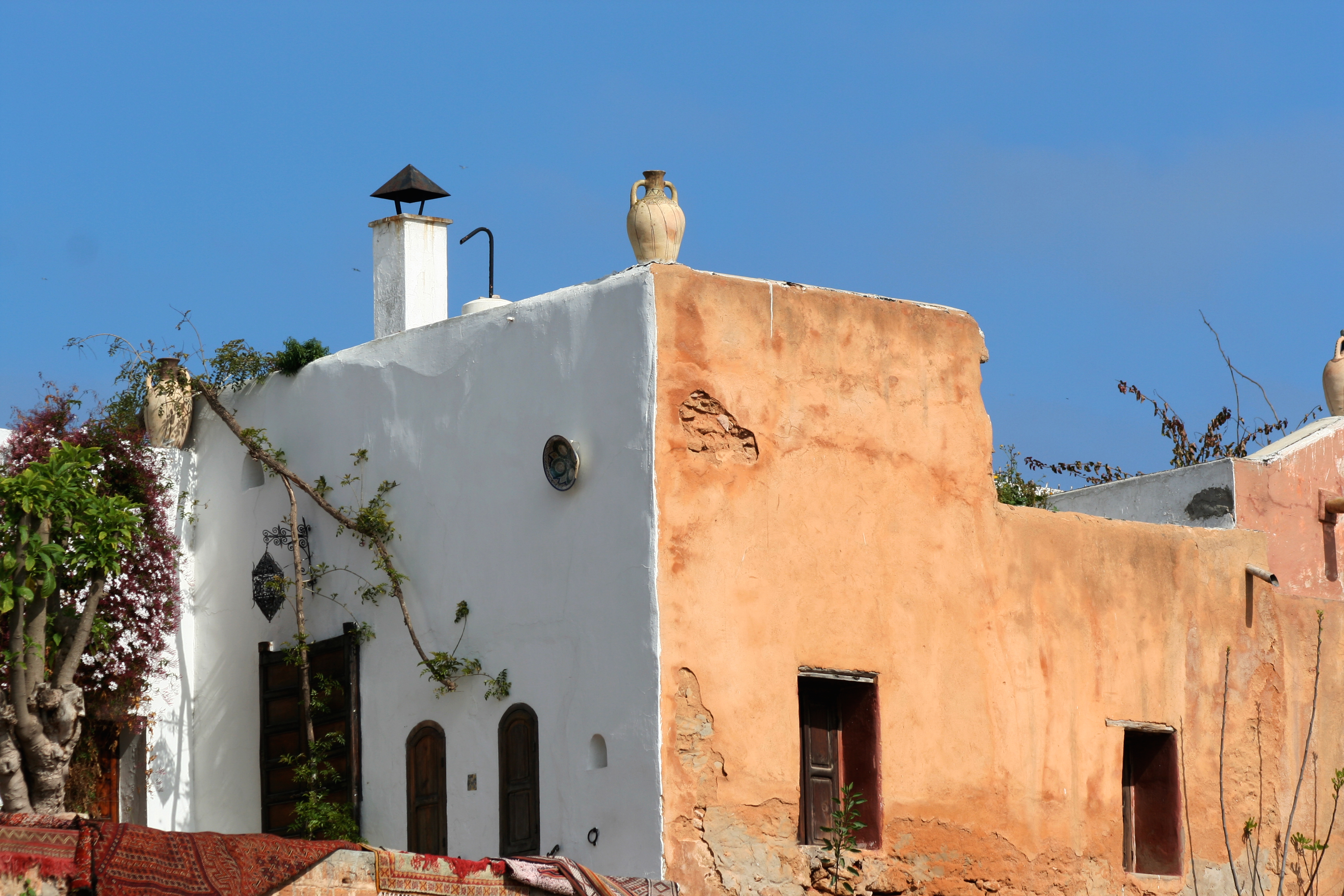
Vista della casba
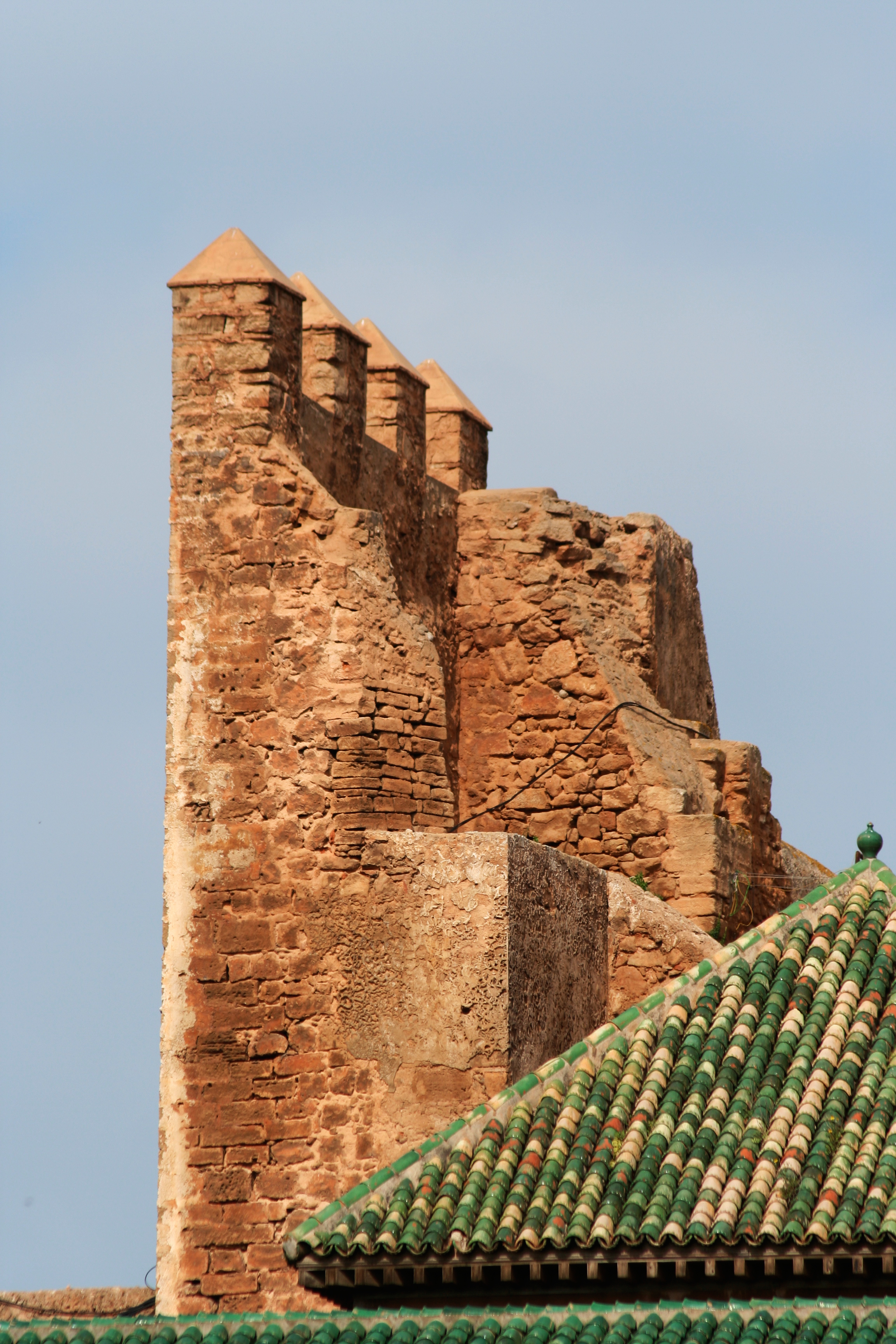
Fortificazione
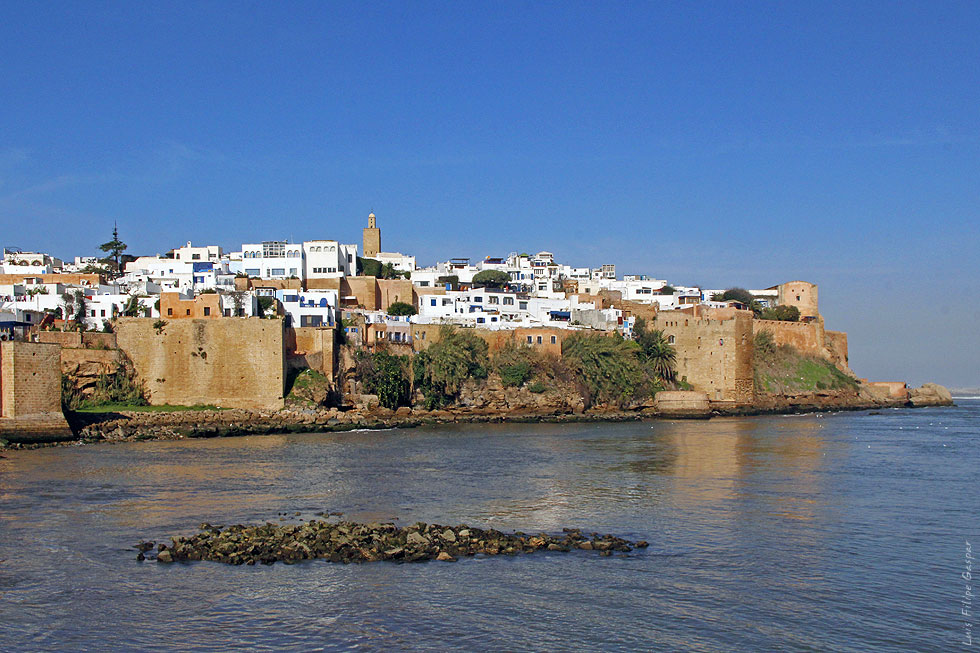
Fiume Bou Regreg